# یواس‌اس گریدی (دی‌ئی-۴۴۵)
یواس‌اس گریدی (دی‌ئی-۴۴۵) (به انگلیسی: USS Grady (DE-445)) یک کشتی بود که طول آن ۳۰۶ فوت (۹۳ متر) بود. این کشتی در سال ۱۹۴۴ ساخته شد.